# Elizabeth Hinostroza
María Elizabeth Jacqueline Hinostroza Pereyra (Lima, 8 de julio de 1968) es una médica cirujana y general(r) de la Policía Nacional del Perú (PNP). Fue Ministra de Salud del presidente Martín Vizcarra desde el 18 de noviembre de 2019 al 20 de marzo de 2020.

## Biografía
Estudió medicina en la Universidad Nacional Mayor de San Marcos, además cuenta con una maestría en Salud Pública con mención en Gestión Hospitalaria por parte de la Universidad Nacional Federico Villarreal y un doctorado en medicina por la Universidad Nacional Mayor de San Marcos. También cuenta con una especialización en Neurocirugía Funcional por parte de la Universidad Paul Sabatier.
En mayo de 1990 ingresó como oficial médico asimilado, con el grado de capitán S PNP, al Servicio de Sanidad de la Policía Nacional del Perú (PNP) y en enero de 2017 ascendió el grado policial de General Médico de la PNP, siendo una de las primeras mujeres en alcanzar y ostentar dicho grado policial en la PNP.
En 2017, fue designada como miembro del directorio del Fondo de Aseguramiento en Salud de la Policía Nacional del Perú (SaludPol). Desde 2019 se desempeñó como Directora de Sanidad Policial de la Policía Nacional del Perú.

### Ministra de Salud
El 18 de noviembre de 2019 fue designada como Ministra de Salud del gobierno de Martín Vizcarra.
El 20 de marzo de 2020, en plena crisis por la pandemia por COVID-19, Hinostroza fue separada de sus funciones nombrándose a Víctor Zamora Mesía como su sucesor.